# Zakládací listina třebíčského kláštera
Tzv. zakládací listina třebíčského kláštera je listina z roku 1104, která svědčí o založení třebíčského kláštera brněnským knížetem Oldřichem a znojemským knížetem Litoltem. Dochovala se v opise z 15. století jako součást rukopisu Kosmovy kroniky. Součástí listiny je výpis okolních vsí, které knížata klášteru darovala.

## Spor o pravost
Starší bádání ji považovalo vesměs za falzum z konce 12. nebo počátku 13. století. Podle modernějšího názoru, zastávaného např. Rudolfem Fišerem, se nejedná o listinné falzum v pravém smyslu, ale o kronikářský zápis využívající starší listinné deperditum (nedochovanou listinu) a další záznamy a odrážející stav majetku kláštera nejpozději koncem 12. století.

## Obce přidělené klášteru
Listina má regionální význam především z důvodu toho, že většina přidělených vsí je v ní zmiňována vůbec poprvé ve své historii.
Byla sepsána latinsky a její úplný text je uveden např. v Ročence Muzejního spolu Ivančického 1947.
Následující pasáž je překladem té části latinského textu, která obsahuje výčet vesnic, darovaných klášteru jeho dvěma zakladateli, případně jejich nástupci (jména obcí nejsou přesným přepisem latinského originálu, v závorkách uvedeny současné názvy):
| „                                                  | Toto pak jsou jména dědin, jež jsme darovali Bohu a Panně Marii jakožto majetek tamních bratří, služebníků Páně: Drnovici (Drnovice u Boskovic) s vinicí, vinařem a krčmářem, Mladkovici (Mladkov u Boskovic), místo Sedlec v Luhu sv. Benedikta blíže hradu Brněnského (Komárov dnes část Brna), Rybníky (zaniklé u Brna), Cahovici (neznámé místo), trhovou ves Pravlov s krčmáři a mýto až k českému pomezí (Pravlov nad Jihlavou u Pohořelic), Ledkovici (u Ivančic), Oslavané (Oslavany), Čučici (Čučice) s vinicí, Ketkovici (Ketkovice), Zaševo (zaniklá ves u Rapotic), Rapotici (Rapotice), Sudici (Sudice), Kvasovici (neznámé místo), Okartici (Okarec), Rakovo (zaniklá ves u Studence), Ivanče (Vaneč), Studenec (Studenec), Konušín (Koněšín) s trhem a krčmáři, Měševo (zaniklá ves u Studence), Hostálkovici (zaniklá osada u Studence), Kozlané (Kozlany), Mališici (zaniklá ves u Koněšína), Hrděbořici (zaniklá osada u Koněšína), Radmíře (zaniklá ves u Koněšína), Lhotici (zaniklá osada u Koněšína), Babici (zaniklá ves u Smrku), Smrk (Smrk), Brod (dnešní Vladislav), Nemojovici (zaniklá osada u Vladislavi), Hostákov (Hostákov), Dobrotovici (zaniklá ves u Budišova), Náramče (Nárameč), Na boru (zaniklá osada u Trnavy), Tajno (Týn – část Třebíče), Trnava (Trnava), Lubané (zaniklá ves u Pocoucova), Vrchotici (neznámé místo), Křižanovo (zaniklá ves u Okřešic), Bezděčici (zaniklá osada Bezděkov u Číhalína), Nahradovo (zaniklý Náhradov u Třebíče), Na sokolí (Sokolí), Dobrkovici (zaniklá osada u Nové Vsi), Heclevici (neznámé místo), Aldíkovici (Valdíkov), Vyprechtici (neznámé místo), Ščichovo (Číchov), Chlumané (Chlum), Kojatíno (Kojatín), osmý trh brněnský a hospodu, sto denárů z důchodu kaple sv. Benedikta. Týž kníže Oldřich pro chudobu nového lidu, který nyní v onom samostanu přebývá, šest penízů jakožto desátek ustanovil. Kníže Lutold témuž klášteru daroval ze svého majetku tyto vesnice: Vyčapi (Výčapy), Kracovici (Kracovice), Prelšici (snad Plešice), Črětež (Střítež), Stařice (Stařeč nebo Stařečka – část Třebíče), Raškovici (zaniklá osada u Slavic), Pozďatici (Pozďátky), Okraševici (Okrašovice), Černíře (Číměř), Pohvizdi (zaniklá ves u Střížova), Jajkovici (dnes Jejkov – nejstarší část Třebíče), Hřipovici (Řípov – část Třebíče), Kochané (zaniklá osada v okolí Klučova), Kožuchovici (Kožichovice). Po smrti pak jmenovaného knížete syn jeho kníže Konrád připojil tyto vesnice: Dalešice, Heřmanice (zaniklá ves u Hrotovic), Strupešín (Stropešín), Sovolusky (zaniklá ves u Hrotovic), Čaknovo (zaniklá ves Čaknová u Slavic), Sedlatíno (zaniklá osada u Třebenic). Když konečně blahé paměti kníže Oldřich odešel na věčnost, vznešeným přivolením syna jeho Vratislava přidány jsou tyto vesnice na zaduší velmože Rudolfa: Břešťani (neznámé místo) se vším, čím povinni jsou sedláci, Maloměřici (snad Maloměřice – dnes část Brna), Bznatici (bývalé Vznětice – dnes Zňátky), Smilovici (zaniklý Milošov u Čučic), Nebovidi (zaniklá osada blíže Vícenic). Po smrti Vratislavově přidáno jest Mnerino (Měřín). | “ |
| — Zakládací listina Třebíčského kláštera (překlad) | |   |